# Tioga Pass
Der Tioga Pass ist ein 3031 m hoher Gebirgspass in der Sierra Nevada in Kalifornien. Die California State Route 120 verläuft über ihn. Zugleich ist der Tioga Pass der östliche Zugangspunkt in den Yosemite-Nationalpark. Er ist der höchstgelegene Highway-Pass in Kalifornien und der Sierra Nevada. Mount Dana liegt östlich des Tioga Pass. Es gibt eine Reihe von Wanderrouten in das Hinterland des Yosemite Nationalparks, die von hier beginnen. Ein Weg führt nach Westnordwest zu den Gaylor Lakes. Der Gipfel des Mount Dana ist ebenfalls von hier aus zu erreichen. Die Dana Meadows liegen unmittelbar südlich des Passes entlang des Highways.
Den Namen Tioga Pass gab ihm die gleichnamige New Yorker Minengesellschaft Tioga Mines. Der Begriff Tioga stammt von den Irokesen und Mohawk Indianern und bedeutet in etwa: Wo es sich gabelt.
Die Pass-Straße weist einen sanften Anstieg von Westen auf, während sie östlich des Passes steil bergab nach Lee Vining am Mono Lake führt. Der Abstieg zum U.S. Highway 395 beträgt über 900 Höhenmeter. Die Tioga Road westlich des Passes innerhalb des Parks und die sie fortsetzende Big Oak Flat Road hinunter in das Yosemite Valley sind wegen der Attraktivität der durchfahrenen Landschaft als National Scenic Byway ausgewiesen.
Der Pass ist im Winter aufgrund hoher Schneemassen gesperrt. Je nach Wetterlage wird er ab Mai/Juni geöffnet und ab Oktober/November geschlossen.
Der Tioga Pass ist die kürzeste Route von  Bishop oder Mammoth Lakes nach Fresno, Merced und Stockton. Es gibt noch vier weitere Gebirgspässe nördlich des Tioga zwischen Yosemite und Lake Tahoe. Der nächste Pass über die Sierra Nevada in südlicher Richtung ist der Sherman Pass in ca. 300 km Entfernung im südlichen Tulare County.